# Логопедия
Логопе́ди́я (от др.-греч. λόγος,  — слово и παιδεύω,  — воспитываю, обучаю) — специальная педагогическая наука о нарушениях речи, способах их предупреждения, выявления и устранения средствами специального обучения и воспитания. Является одним из разделов специальной педагогики. Логопедия изучает причины, механизмы, симптоматику, течение, структуру нарушений речевой деятельности, систему коррекционного воздействия.

## Историческая справка
Первые попытки коррекции речевых нарушений описаны в трудах по сурдопедагогике в XVII в. (дефекты речи при сохранённом слухе тогда не выделялись в особую проблему). Как самостоятельная научная отрасль логопедия оформилась во второй половине XIX в. До 30-х гг. XX в. в логопедии преобладало упрощённое представление о речевых нарушениях как дефектах речедвигательной мускулатуры; рассмотрение недостатков речи велось главным образом в русле разработки симптоматических приёмов преодоления двигательных трудностей артикулирования. Эти вопросы, наряду с проблемой коррекции дыхательной системы, составляли основное содержание логопедии. Практические коррекционные мероприятия имели преимущественно медицинскую направленность. С расширением и углублением научных представлений о природе речевой деятельности коренным образом изменилось направление логопедии — на первый план стало выдвигаться педагогическое содержание. Современная логопедия, опираясь на общие принципы дефектологии, а также взаимодействуя с другими науками (психологией, физиологией, языкознанием), рассматривает речь как системное многофункциональное образование, влияющее на психическое развитие.

### Известные российские и советские логопеды и дефектологи
| - Барабанов, Родион Евгеньевич - Басова, Антонина Гавриловна - Богданов-Березовский, Михаил Валерьянович - Волкова, Лариса Степановна - Воячек, Владимир Игнатьевич - Гурцов, Георгий Александрович - Дитковская, Нина Леонидовна - Енько, Петр Дмитриевич - Жан Батист Жоффре - Ласточкина, Елизавета Гурьевна - Левина, Роза Евгеньевна - Лукаш, Ольга Леонидовна - Ляпидевский, Сергей Семёнович - Микаэльян, Карп Авдеевич - Некрасова, Юлия Борисовна - Никитина, Маргарита Ивановна - Остроградский, Александр Федорович | - Панченко, Инна Ивановна - Рау, Елена Юрьевна - Рау, Наталья Александровна - Рау, Фёдор Андреевич - Сиповский, Василий Дмитриевич - Соловьёв, Иван Михайлович - Соколянский, Иван Афанасьевич - Спешнев, Яков Тимофеевич - Трауготт, Наталия Николаевна - Удалова (Рэдван) Татьяна Михайловна - Фельдберг, Давид Владимирович - Филатова, Юлия Олеговна - Флери, Виктор Иванович - Халатян, Вачаган Геворкович - Хватцев, Михаил Ефимович - Чиркина, Галина Васильевна |

## Классификация нарушений речи
В настоящее время не существует единой классификации речевых расстройств. Попытки создания таковой (М. Е. Хватцев, О. В. Правдина, Р. А. Белова-Давид, М. Зееман, Р. Е. Левина и др.) предпринимались на протяжении всей истории развития логопедии как науки и области практической деятельности. Безрезультатность классификации речевых нарушений объясняется довольно просто: у человека нет специфических органов для выполнения речевых функций. Порождение речи и голоса осуществляется приспособленными органами и системами, изначально выполняющими иные, другие физиологические функции. Восприятие и понимание речи также осуществляется системами, изначально использовавшимися для другого. Отсюда и смежность дисциплин, занимающихся кроме логопедии коррекцией и лечением речевых расстройств. Для практических целей более подходит не «линнеевский принцип» — классификация, а разграничение по типам вариантов речевых расстройств (типология).

### Клинико-педагогическая классификация
Все виды нарушений, рассматриваемых в данной классификации, на основе психолого-лингвистических критериев можно подразделить на две большие группы: нарушения устной речи и нарушения письменной речи.
Нарушения устной речи
1. расстройства фонационного оформления высказывания:
  1. Дисфония (афония)
  2. Брадилалия
  3. Тахилалия
  4. Заикание
  5. Дислалия
  6. Ринолалия
  7. Дизартрия
  8. Дислексия
  9. Алексия
2. Нарушения структурно-семантического (внутреннего) оформления высказывания:
  1. Алалия
  2. Афазия

Нарушения письменной речи
1. Дисграфия
2. Аграфия

### Психолого-педагогическая классификация
Нарушения речи в данной классификации подразделяются на две группы: нарушения средств общения и нарушения в применении средств общения.
Нарушения средств общения
1. Фонетическое недоразвитие (ФН)
2. Фонематическое недоразвитие
3. Фонетико-фонематическое недоразвитие речи (ФФН)
4. Общее недоразвитие речи (ОНР)

Нарушения в применении средств общения
1. Заикание

### Нарушения речи: основные варианты
Традиционно выделяют нарушения звукопроизношения как варианты нарушений экспрессивной стороны речи. Это периферические нарушения звукопроизношения в результате дефектов и функциональных особенностей артикуляционного аппарата — дислалия (область преимущественно логопедии). К дислалии примыкает такой дефект речи, как особенность формирования произносительной стороны речи при расщелинах верхней губы и нёба (устар. названия «заячья губа» и «волчья пасть») — ринолалия (смежная область ортопедической стоматологии и логопедии) и расстройство экспрессивной речи центрального характера — дизартрия (смежная область логопедии и неврологии). Совершенно невнятная речь — баттаризм, готтентотизм. Нарушения произношения сложных слоговых структур. Нарушения смягчения, нарушения озвончения согласных фонем.
Нарушения темпа и ритма речи — брадилалия, тахилалия, полтерн (спотыкание), заикание (область логопедии, неврологии и психотерапии).
Нарушения голоса — афонии, дисфонии, открытая и закрытая формы ринофоний (устар. гнусавость), нарушения просодики и полётности голоса. Последние являются предметом как логопедии, так и фониатрии (Орлова О. С., Лаврова Е. В., Осипенко Е. В., Михалевская И. А., Барабанов Р. Е., Котельникова Н. М. и др.).
Нарушения импрессивной речи (восприятия и понимания речи) — отдельные варианты афазий.
Варианты распада речи — афазии (смежная область афазиологии, нейропсихологии и логопедии).
Варианты общего недоразвития речи и алалии.
Нарушения письменной речи, в частности чтения (легастения, дислексия) и письма (аграфия, дисграфия).
Нарушения речевого развития при олигофрении (смежная область логопедии и олигофренопедагогики).
Нарушения речевого развития при нарушениях слуха (область преимущественно сурдопедагогики).

## Научные журналы на русском языке
Журнал «Дефектология»
Научно-методический журнал, орган Российской академия образования, издаётся в Москве с 1969 г. Периодичность — 6 раз в год.
Освещает проблемы теории и практики обучения и воспитания (дошкольного и школьного) детей с нарушениями умственного и физического развития, общего и профессионального обучения взрослых глухих и слепых, дефектологического образования и т. п. Популяризирует передовой опыт специальных школ и дошкольных учреждений. Публикует материалы о новых технических средствах и пособиях для обучения аномальных детей, советы и консультации.
Журнал «Логопед»
Научно-методический журнал, издаётся в Москве с 2004 г.
Адресован логопедам, работающим с детьми дошкольного и школьного возраста, специалистам органов управления образованием, преподавателям и студентам дефектологических факультетов вузов. В журнале публикуются методические рекомендации для практикующих логопедов, конспекты логопедических занятий и упражнения, официальные документы, статьи по актуальным проблемам логопедии.
Со второго полугодия 2006 г. выпускается приложение к журналу «Логопед» — «Конфетка». Приложение представляет собой иллюстрированную книжку для занятий с ребёнком. Каждый номер приложения посвящён одному отдельно взятому аспекту логопедической работы.
Альманах Института коррекционной педагогики РАО
Сетевое издание о коррекционной педагогике и специальной психологии: научно-методический журнал. Данное издание — это методическая и информационная поддержка специалистов, родителей и общественных организаций. Выходит онлайн с 2000 года.